# Kanton Plateau d'Hauteville
Plateau d'Hauteville (voorheen kanton Hauteville-Lompnes) is een kanton van het Franse departement Ain.
Bij decreet van 24 februari 2021 werd de naam van het kanton aangepast aan de naam van zijn hoofdplaats. Het kanton maakt deel uit van de arrondissementen Belley (19 gemeenten) en Nantua (8 gemeenten).

## Gemeenten
Het kanton Hauteville-Lompnes omvatte tot 2014 de volgende 6 gemeenten:
- Aranc
- Corlier
- Cormaranche-en-Bugey
- Hauteville-Lompnes (hoofdplaats)
- Prémillieu
- Thézillieu

Na de herindeling van de kantons bij decreet van 13 februari 2014, met uitwerking op 22 maart 2015, omvatte het kanton 41 gemeenten.
Op 1 januari 2016 werden de gemeenten Le Petit-Abergement, Le Grand-Abergement, Hotonnes en Songieu samengevoegd tot de fusiegemeente (commune nouvelle) Haut Valromey en werden de gemeenten Champdor en Corcelles samengevoegd tot de commune nouvelle Champdor-Corcelles.
Op 1 januari 2019 werden de gemeenten Brénaz, Chavornay, Lochieu en Virieu-le-Petit samengevoegd tot de commune nouvelle Arvière-en-Valromey, werden de gemeenten Cormaranche-en-Bugey, Hauteville-Lompnes, Hostiaz en Thézillieu samengevoegd tot de \commune nouvelle) Plateau d'Hauteville en werden de gemeenten Belmont-Luthézieu, Lompnieu, Sutrieu et Vieu samengevoegd tot de commune nouvelle Valromey-sur-Séran.
Op 1 januari 2023 fuseerden Béon en Culoz tot de commune nouvelle Culoz-Béon. Op 1 januari 2025 werd Ruffieu toegevoegd aan de in 2016 gevormde gemeente Haut Valromey.
Sindsdien omvat het kanton volgende 26 gemeenten:
- Anglefort
- Aranc
- Armix
- Artemare
- Arvière-en-Valromey
- Brénod (arrondissement Nantua)
- Chaley
- Champagne-en-Valromey
- Champdor-Corcelles (arrondissement Nantua)
- Chevillard (arrondissement Nantua)
- Condamine (arrondissement Nantua)
- Corbonod
- Corlier
- Culoz-Béon
- Évosges
- Haut Valromey
- Izenave (arrondissement Nantua)
- Lantenay (arrondissement Nantua)
- Outriaz (arrondissement Nantua)
- Plateau d'Hauteville
- Prémillieu
- Seyssel
- Talissieu
- Tenay
- Valromey-sur-Séran
- Vieu-d'Izenave (arrondissement Nantua)